# Jakow Trachtenberg
 (mars 2023).
 (septembre 2024).
Pour les articles homonymes, voir Trachtenberg.
Jakow Trachtenberg (en russe : Яков  Трахтенберг), né le 17 juin 1888 à Odessa et mort le 26 octobre 1951 à Zurich, est un ingénieur juif apatride, inventeur de la méthode de calcul mental Trachtenberg, élaborée lors de son long séjour dans plusieurs camps de concentration nazis, mais aussi pacifiste, éditeur, mathématicien et enseignant.

## Biographie

### Premières années dans l'Empire Russe

#### À Odessa
Il est né à Odessa, à l’époque ville faisant partie de l’empire russe et aujourd’hui située en Ukraine, au sein de la communauté juive qui est à cette époque le plus grand groupe religieux de la région, mais aussi le deuxième de tout l’empire russe. Son père Gersh (Gershevich)  fait le commerce du bois en gros et sa mère s'appelle Rosalj Gogish. Il a cinq frères et une sœur (Khaim, Daniel, Beyla, Isaak, Tsalel et Mikhael).
Son nom ashkénaze  vient du yiddish « trakhtn » qui veut dire penser ou de l'allemand « tracht »  qui signifie costume et « berg » qui signifie colline ou montagne.

#### À Saint Petersbourg
Jakow Trachtenberg fait ses études d’ingénieur à l'Institut polytechnique Pierre le Grand à Saint Petersburg, la meilleure école de l’Empire Russe, probablement entre 1909 et 1915, il est diplômé  en 1915.
Le 30 juin 1915, Jakow Trachtenberg, est alors infirmier au poste de la Croix Rouge du comité de district, placé au point d'évacuation arrière de la distribution de Petrograd. Il reçoit la médaille d'argent de poitrine (première classe) de l’ordre de Saint Stanislas. Cette récompense est destinée à gratifier des personnes ayant rendu des services exceptionnels pour la prospérité impériale et décernée pour récompenser les mérites personnels tant civils que militaires. Alors âgé de 26 ans, jeune diplômé, il n'a pas fait pas de service militaire tant pendant ses études qu'après l'obtention de son emploi  à l'usine d’Oboukhov.
Son parcours professionnel au sein de l’usine est incertain de 1915 jusqu’en 1918. Il a certainement commencé comme jeune ingénieur à découvrir l’immense usine puis s'est vu confier des tâches techniques de plus en plus significatives.

Dans cette période, l’Empire Russe est en guerre depuis depuis l’été 1914 contre l’empire Austro-Hongrois. Contrairement au front occidental, la guerre à l’Est est une guerre de mouvement. Mal préparé pour une guerre longue, l’Empire Russe accumule les défaites en 1914 et 1915 et  subit de lourdes pertes humaines et territoriales. Malgré quelques petites victoires en 1916, les pénuries et l’inflation conduisent à des troubles jusqu’à ce que révolution de février-mars 1917 conduise à la destitution du tsar. Puis, la révolution d'octobre-novembre 1917 poursuit la dislocation des structures au point de pousser le régime des bolcheviks à signer avec l'Allemagne le traité de Brest-Litovsk, le 3 mars 1918. 

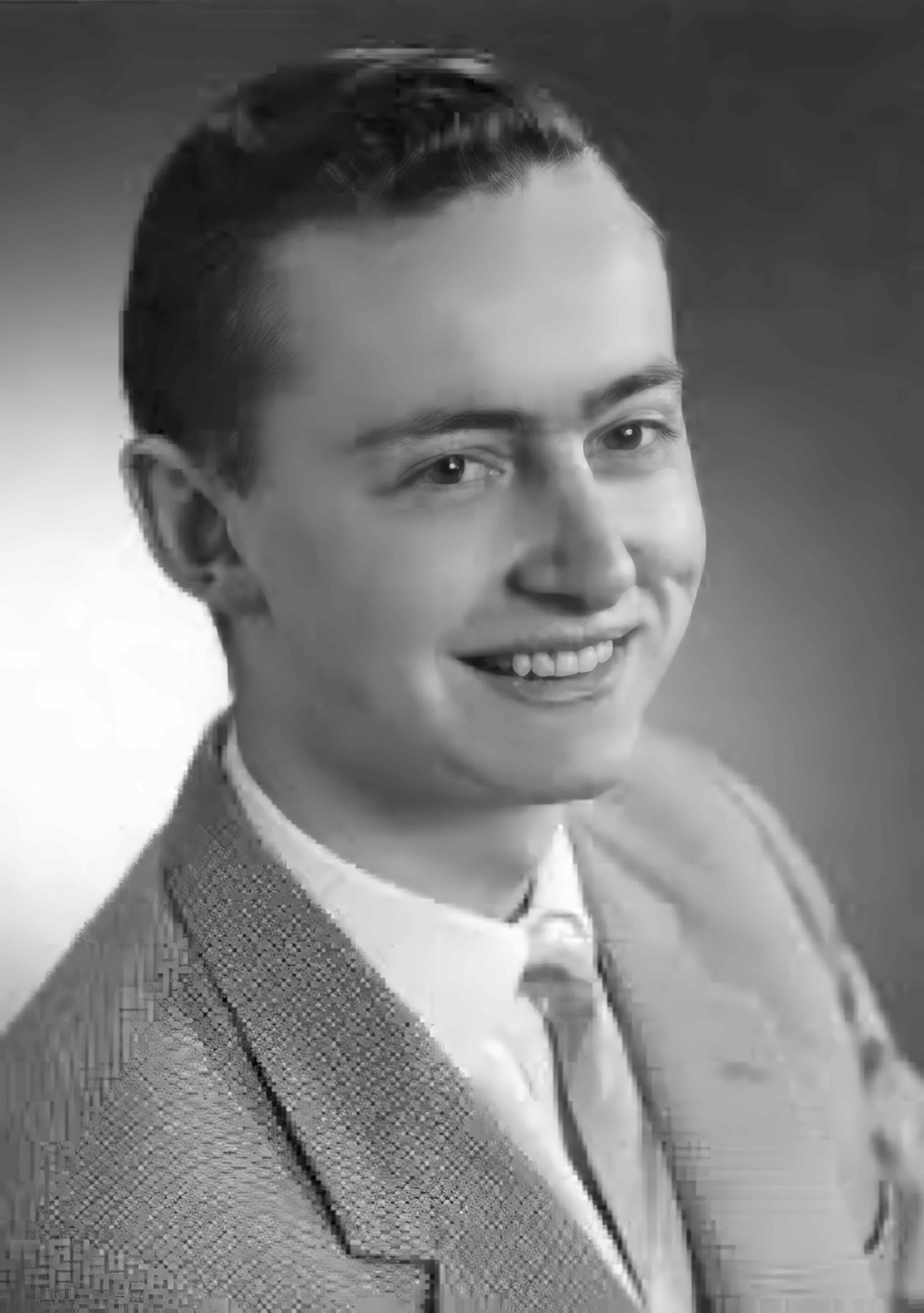
Photo de Jakow Trachtenberg jeune, probablement après l'obtention de son diplôme en 1915 à Saint Petersbourg.

La guerre civile qui règne à St Petersbourg affecte l’usine. Le quotidien НОВЫЙ ЛУЧЬ (Novyi Ray)(nouveau rayon) relate les troubles qui affectent le fonctionnement de l’usine. Ce journal est l’organe du comité central social démocrate russe. Dans le n°5 en date du 19 avril 1918, il est fait état de l’assemblée constituante du personnel qui regroupe 5000 ouvriers et est consacrée à l’avenir de l’usine, alors fermée. Les autorités bolchéviques nomment un commissaire politique aux pouvoirs étendus, A. Antonov, et un ingénieur en chef, pas apprécié du personnel : Jakow Trachtenberg. Ce dernier, dans un rapport du 3 avril 1918, fait état d’une commande considérable possible de 10 000 tracteurs, déplaçant l’activité de l’usine du domaine militaire vers des articles pacifiques.
Cependant, le travail est interrompu à de nombreuses reprises par des grèves et rassemblements, jusqu’en juin où une résolution demande de mettre fin à la guerre civile, de laisser l’usine acheter et vendre selon les besoins et de disposer de dirigeants non partisans. Ils font appel aux marins pour les soutenir. L’usine est fermée et les dirigeants de la rébellion sont arrêtés et abattus.
Elle ré-ouvre le 2 juillet, et Jakow Trachtenberg est confirmé dans son poste. Le 27 septembre 1918, il est même nommé président de la commission inter-usines pour le renouvellement de l'industrie militaire et la fabrication d'équipements militaires aux usines d'Izhorsky, d'Obukhov et de la Baltique. Cependant, la production de tracteurs n’est pas mise en oeuvre et la raison du départ de Jakow Trachtenberg vers Berlin n’est pas connue. Il témoignera cependant à son arrivée en Suisse en 1945 : « Comme je ne pouvais pas rester avec les bolcheviques, j'ai quitté la Russie en 1919 pour Berlin ». Il a 31 ans. Jakow Trachtenberg, accusé de complicité avec le régime tsariste, fuit ensuite les soviétiques pour gagner l'Allemagne, déguisé en fermier, via les États baltes.

### En Allemagne

#### Les premières années
Il arrive à Berlin et choisit naturellement le quartier de Charlottenbourg pour s’installer où de nombreux Russes blancs et juifs d'Europe de l'Est sont venus dans le Berlin de la République de Weimar dans les années 1920, principalement en tant que réfugiés de guerre et de la révolution de Russie. Beaucoup d'entre eux, en particulier les plus riches, se sont installés à Charlottenburg, dans l’ouest de Berlin autour du Kurfürstendamm, un long boulevard de trois kilomètres de long avec tellement de restaurants, de cinémas, de théâtres, de librairies, de maisons d'édition et de magasins russes que le terme "Charlottengrad" s'est imposé. Comme le note Roman Utkin dans « La culture russe dans le Berlin de Weimar », certains des enfants les plus connus de l’Empire russe – Boris Pasternak, Marina Tsvetaeva, Viktor Chklovski, Marc Chagall, Vladimir Nabokov – ont décrit la ville « comme une gare de transfert, une caserne de garnison, un zoo, un caravansérail, un grand magasin et un enfer vivant ».
Il existe peu d’informations sur ces premières années de Jakow Trachtenberg à Charlottenburg  sauf concernant ses domiciles dont le premier identifié date de 1922. Dans ces premières années, il aurait pu travailler comme ingénieur chez Siemens AG.

#### éditeur et auteur
Jakow Trachtenberg apparait, vers le milieu des années 20, comme éditeur et auteur d’un certain nombre d’ouvrages ayant trait à la Russie bolchévique mais aussi l’apprentissage des langues selon sa propre méthode Trachtenberg d’auto-apprentissage (Russe, Français, Allemand). Un seul ouvrage concernera la situation en Allemagne juste après l’arrivée au pouvoir d’Hitler et expliquera la position particulière de nombreux juifs face à ce pouvoir nazi récent.
Début 1930, un rapport de police indique : « l'ingénieur russe Yakov Trachtenberg, vit à Charlottenburg, Wilmersdorferstrasse 79. C’est un émigrant russe. Il publie le magazine « Russland von Heute » (La Russie d’aujourd’hui) depuis six années. Ce magazine décrit la situation en URSS à partir d'informations provenant de journaux soviétiques, mais toujours avec une position anti-bolchevique. Auparavant, il était connu comme un ardent tsariste, aujourd’hui de façon bien moins apparente. »
Il publia dans sa société d’édition de nombreux livres et il écrivit lui-même plusieurs dont :
- un répertoire de l’industrie russe ( Adressenverzeichnis der russischen Industrie[8] ) (1927)
- différents manuels de langues étrangères[8]
- Le problème de l’URSS[8](1931)
- La Russie rouge s’arme[8] (1931) où il précise que tous les étrangers arrivant en Russie sont espionnés par la GPU
- L'assassinat de l'ambassadeur d'Allemagne à Moscou[8] (1932)
- la Russie se prépare à la guerre économique[8] (1933)

#### «La propagande d’atrocités n’est que mensonges déclarent les juifs allemands eux-mêmes».
Ce livre est écrit en 3 langues (allemand, anglais et français) , il parait début 1933, après la nomination d’Adolf Hitler chancelier qui a lieu le 30 janvier. De toute sa société d'édition, c’est un rare livre qui traite de la politique en Allemagne et qui donnera lieu à une polémique internationale.
On y retrouve les quatre chapitres suivants de déclarations validées par un notaire :
- le gouvernement du Reich et la direction du parti national-socialiste,
- les organisations juives,
- des personnalités juives,
- la presse.

Les positions prises par les juifs allemands dans ce livre sont une réaction au boycott antinazi qui est annoncé en mars 1933, tant en Europe qu'aux États-Unis.
Les dirigeants nazis, dans ce livre, y décrivent une situation presque calme :
Hitler : « Au cours de la révolution actuelle qui est bien la plus calme et la plus paisible de l’histoire mondiale, d’inévitables rencontres se sont certes produites entre de petits groupes d’adversaires politiques. Toutefois, il n’y a pas eu de traitement différent pour individus israélites et non israélites. Ce qui est vrai c’est que dans nombreux cas, nos partisans ont exposé leur vie pour protéger la vie et la propriété d’adversaires politiques dont certains ont bien pu être des juifs. »
Cette description est confirmée et amplifiée par les autres dirigeants nazis (von Papen, le baron von Neurath, Goering, Goebbels), qui insistent pour dire que seuls les activistes communistes sont visés et que les Juifs n’ont rien à craindre de ce gouvernement nazi...
Cette position anti-communiste déclarée a pu être de nature à convaincre Jakow Trachtenberg et d’autres personnalités juives à éviter d’exacerber la perception des Juifs par les nazis qui pourraient prendre des mesures de rétorsion.
Une quinzaine d'organisations juives allemandes témoignent dans le livre (la fédération des soldats juifs combattants sur le front de Berlin, de Hanovre et de Francfort, l’association des juifs séfarades de Berlin, l’association prussienne des communautés des synagogues…) comme des individuels : le rabbin Elie Munk, le Dr Max Naumann, le rabbin Leo Baeck, le banquier Wallach ((1878–1939), senior partner, de Goldschmidt-Rothschild Banks Berlin, le banquier Wilhelm Kleemann, Oscar Wassermann, Dr Alfred Tietz, Walter Löwenstein, Albert Mainzer, Max Strauss, Alfred Wolf…
Ce livre sera diffusé et utilisé largement sous l'action conjointe du Ministère des Affaires Etrangères via son réseau de consulats et le ministère de l’Éducation du peuple et de la Propagande du Reich.
En face de cette prise de position, de nombreuses réactions se feront jour la plupart a posteriori où Jakow Trachtenberg sera traité de « domestique juif de Goebbels ». Dans un article de 1934, la critique est violente : « les Trachtenberg ont pris leur envol lorsque les meilleurs Juifs ont été expulsés d'Allemagne : l'année précédente, financés par le ministère de la Propagande ils ont édité un livre juif contre l'incitation aux atrocités. On se souvient encore de ce document choquant de misère, des certificats des rabbins allemands et des directeurs de banques juives qui assuraient le Troisième Reich de leur dévouement reconnaissant. » 
Le boycott antinazi de 1933 n'a pas mis terme au harcèlement des Juifs en Allemagne ; au contraire, il a été l’objet de contre-mesures contre les juifs, les violences ont gagné en intensité et aboutissent finalement au massacre des juifs partout en Europe.

#### La Méthode Trachtenberg d'auto apprentissage de langues: le russe et le français
La « première » méthode Trachtenberg concerne l’apprentissage de langues. C’est une nécessité dans le Berlin des années 1920 en considérant le nombre de migrants russes mais aussi d’autres pays. Elle sera éclipsée en tant que méthode Trachtenberg, après la guerre par sa technique de calcul mental. Ces livres de langues sont parmi les premiers édités par sa société d’édition. Il choisit naturellement le russe, sa langue maternelle, et le français, la langue diplomatique. Pour chacune de ces langues, il vend 3 manuels d’auto-apprentissage consacrés à la grammaire, au vocabulaire et des exercices de lecture. Ce sont les 3 langues que Jakow Trachtenberg maîtrise à son arrivée en Allemagne. Son épouse Alice Trachtenberg, quant à elle, y rajoute l’Italien et l’Anglais.
Après leur arrivée en Suisse, en 1945, ils déclareront parler en sus couramment le Serbe et le Croate, héritage de leurs séjours en ex-Yougoslavie.
Grâce à sa société d’édition et son carnet d’adresses auprès des exilés russes, il rencontra entre autres Vladimir Nabokov qu’il fit travailler dans une de ses publications ( Lehrbuch der Russischen Sprache in der neuen Orthographie zum Selbstunterricht verfaßt : Manuel de la langue russe dans la nouvelle orthographe écrite pour l'autoéducation) et Alice Bredow qui devint son épouse. Dans, la préface de ce livre il écrira : Jakow Trachtenberg exprime également sa gratitude à « la chanteuse de concert » Miss Alice Bredow pour ses « précieux conseils en matière phonétique » mais sans jamais citer Vladimir Nabokov.

#### La rencontre avec Alice Bredow
Avant 1927, il rencontre une grande (1 mètre 75) et belle Allemande qu’il remarque. Il s’agit d’Alice Bredow une pianiste concertiste et chanteuse lyrique mezzo soprano connue et qui avait participé à des concerts dans nombre de grandes villes allemandes depuis une dizaine d’années.
Son père Albert Bredow  (en russe Альберт Бредов), (23 avril 1828 - 5 mai 1899 à Berlin) connaissait parfaitement la Russie d’avant la révolution, il avait passé de nombreuses années en Russie comme peintre paysagiste et décorateurs des théâtres impériaux tant de Moscou que de Saint Petersbourg avant de fonder sur le tard une famille, déjà à Charlottenburg. Comme son frère Albert Ernst Bredow est décédé jeune (à 19 ans en 1905), Alice est la seule héritière de la fortune laissée par son père.
Bien que n’ayant connu l’Empire Russe que par les propos de son père, elle a un penchant pour la culture russe. C’est tout naturellement qu’elle côtoie l’intelligentsia des russes blancs. Alice Bredow partage avec Jakow Trachtenberg la même vision de la Russie, le rejet du communisme et la défense de la paix.
Sa grande taille, son élégance et son aisance dans les milieux de la musique classique et au-delà, lui permettent d’accéder facilement aux personnes qu’elle souhaite rencontrer.
Par ailleurs, le nom de von Bredow est fort connu en Allemagne, même si elle ne porte pas la particule et, par conséquent, n’est pas noble, son nom prussien est un facteur très favorable qu’elle sait et qu'elle saura utiliser.

#### Son mariage avec Alice Bredow a lieu le 5 juin 1930 à Charlottenbourg.
L’acte de mariage civil indique que les époux sont connus personnellement par l’officier d’état-civil  (n’y figurent ni la nationalité et ni la religion).
Cependant, Jakow s'est déclaré apatride (« Staatlos ») dès son arrivée en Allemagne en 1919 « à cause de la révolution bolchévique », comme la grande majorité des Russes blancs arrivant à cette période en Allemagne se considérant toujours citoyens de l’Empire Russe disparu.
Quant à Alice Trachtenberg, elle est déclarée Staatlos (apatride) sur son « Fremdenpass » (passeport pour étrangers). En fait, elle déclare avoir perdu sa nationalité allemande à la suite de son mariage (« infolge der heirat ») dès le 5 juin 1930.

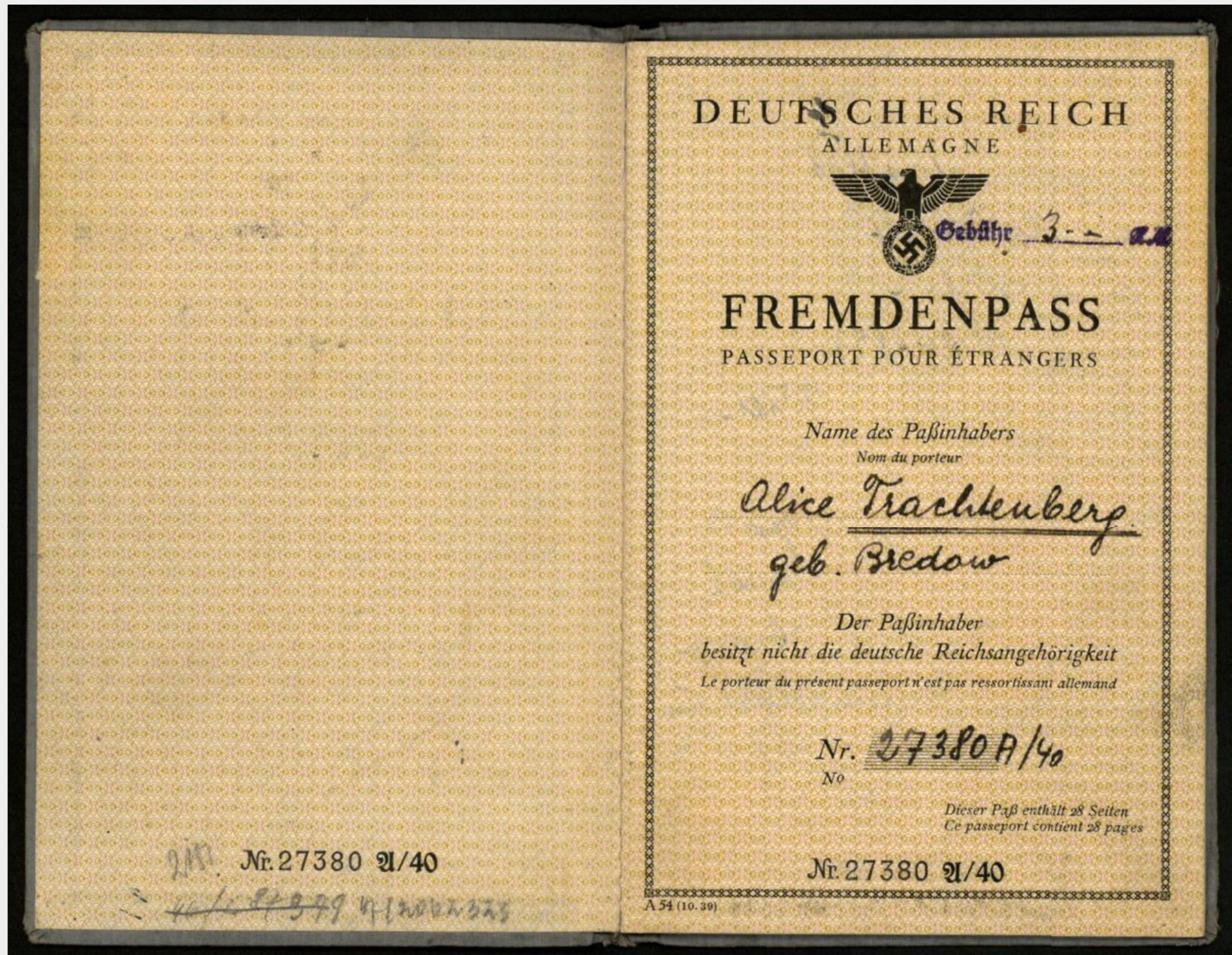
Passeport pour étrangers d'Alice Trachtenberg page de garde

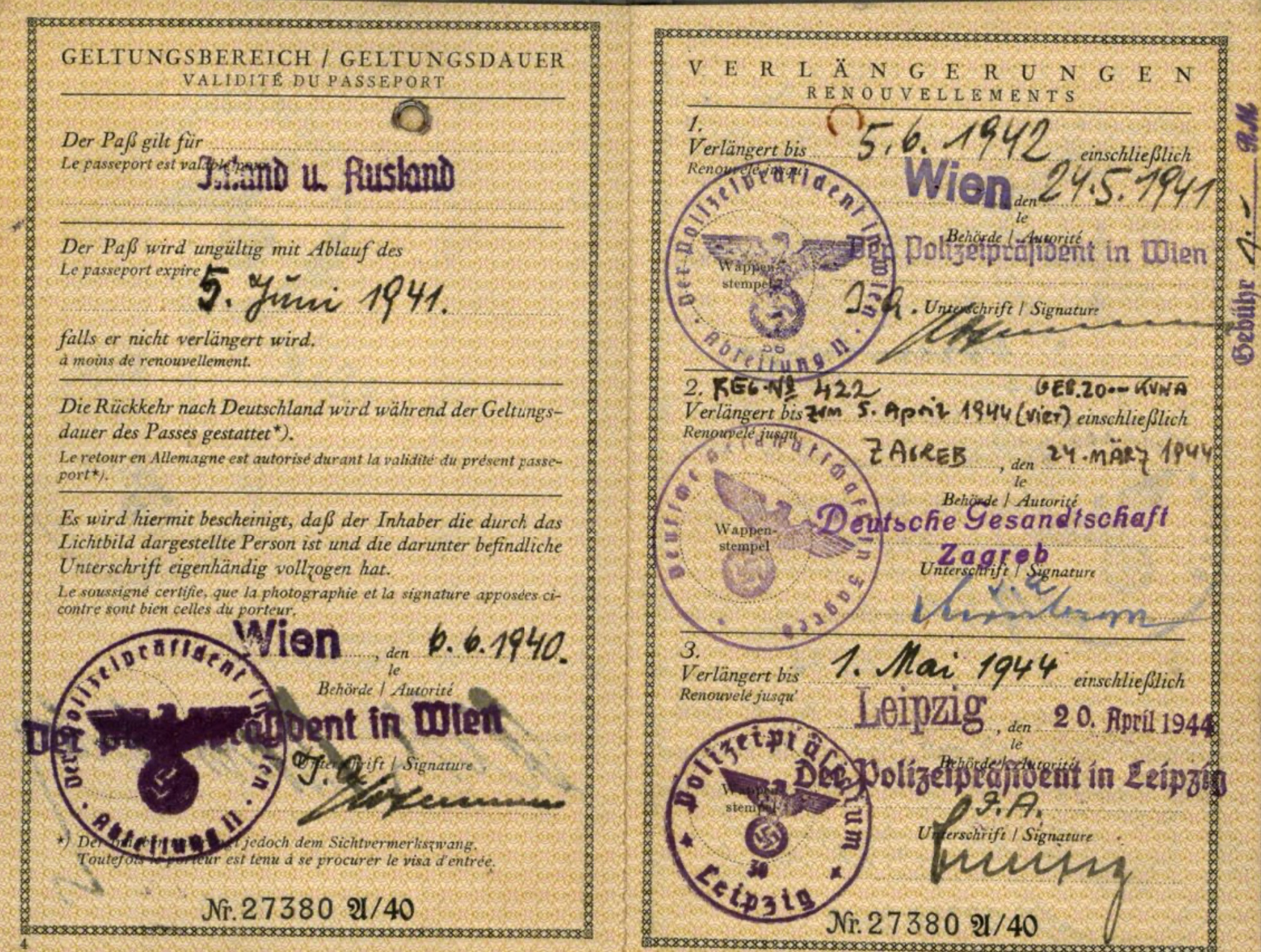
Validité et voyage à Leipzig

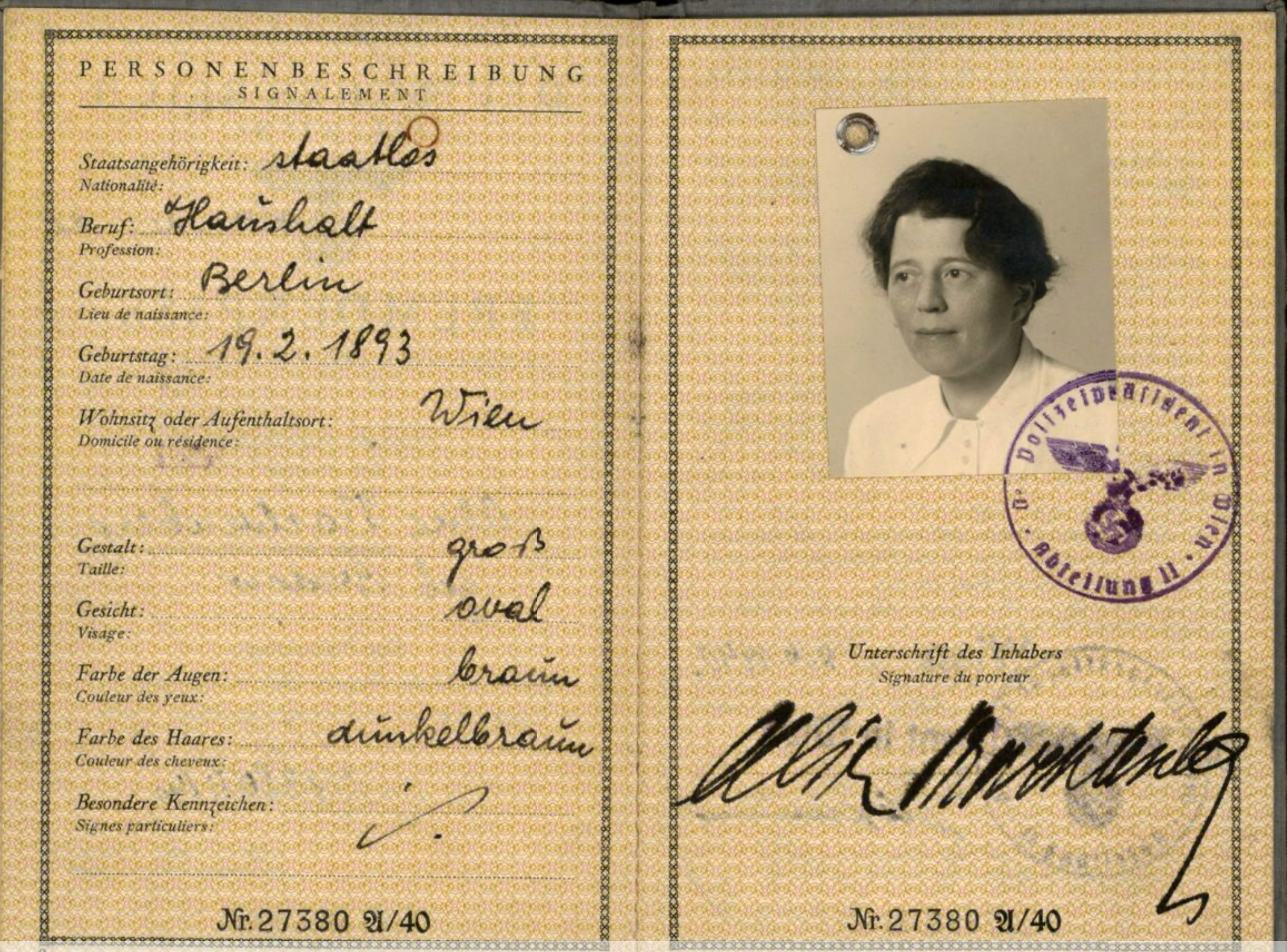
Fremdenpass informations personnelles

Ce mariage constitue un mariage mixte entre personnes ayant 2 nationalités différentes. Après l’arrivée au pouvoirs des nazis, en 1933, il est considéré comme mariage mixte entre un juif et une non juive (« Mischehen » sous le Troisième Reich) dès lors que la Gestapo l’aura établi.

Il n’est pas fait mention du prénom Sara sur la première page sur le Fremdenpass d’Alice Bredow ; cet ajout servait à la discrimination des Juifs dans l'Empire allemand. Elle restera identifiée clairement comme protestante (« evangelist »), ses parents et grands parents étant protestants.

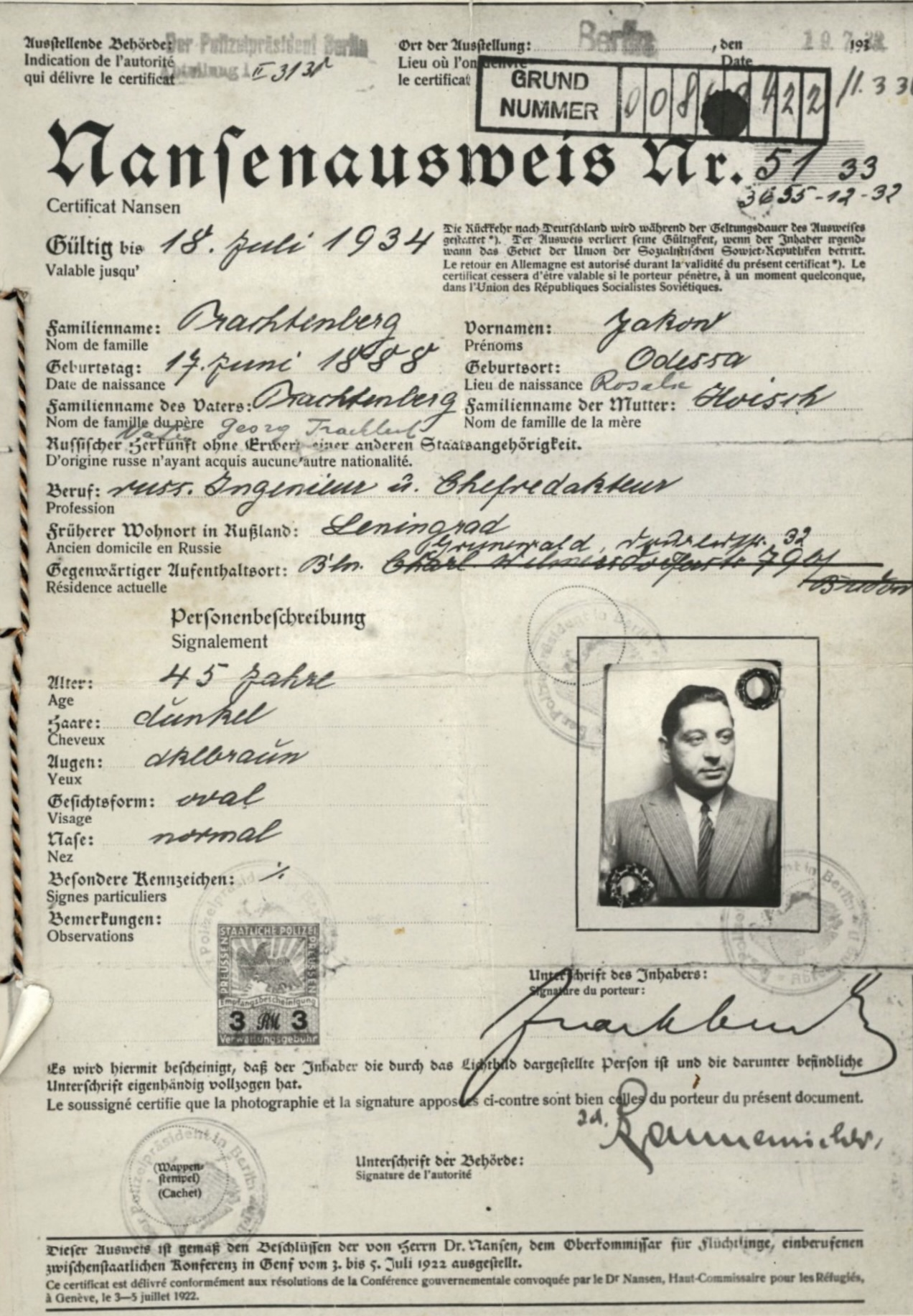
En tant qu'apatride, Jakow Trachtenberg a bénéficié d'un passeport Nansen en 1933.

Cependant, si ce statut d’apatride lui occasionne de nombreuses difficultés administratives auxquelles ne sont pas exposées les allemandes ayant un « Reisepass », il impacte peu leur statut de "couple mixte privilégié".
Mariés sur le tard, ils forment un couple uni, dans cette période trouble, qui résistera à toutes les épreuves.
Jakow Trachtenberg y obtient son passeport Nansen en 1933 où il est indiqué qu’il est ingénieur russe et rédacteur en chef. Par contre, sa religion n’est pas indiquée sur le passeport Nansen (il n’existe pas ce type de rubrique). Plus tard, il indique comme religion « evangelist » à son arrivée en Suisse en 1945. Même s’il fait part autour de lui de cette religion, la Gestapo le classe comme juif.
À partir du 6 octobre 1934, les époux Trachtenberg passent 6 semaines de vacances en Suisse, à Berne, auprès d’un cousin d’Alice Trachtenberg  Fritz Fallert, qui habite au 6 Friedheimweg. C'est un allemand, né en1886 qui a émigré en 1898 vers la Suisse, il est également concertiste comme Alice Trachtenberg.
Juste après, à la mi novembre 1934, ils migrent pour Vienne en Autriche, sans retourner à Berlin.

### En Autriche
Jakow Trachtenberg  après son arrivée en Autriche, à Vienne, fait ajouter  sur son Passeport Nansen un visa autrichien, le 5 août 1935 (valable jusqu’au 23 juillet 1936) puis 3 autres qui étendent son séjour  jusqu’au 26 septembre 1939.
Jakow crée la maison d’édition Trachtenberg, domiciliée Bäckerstraße 13. Il poursuit la publication de livres contre les bolchéviques comme « L’Union soviétique en tant qu'acheteur et vendeur, en tant que puissance militaire»(1936) et mais aussi « Le paysan russe hurle sous le bolchevisme (1936) ».
Deux autres livres sortent du lot : « Guerre entre l’Allemagne et la Russie (1937) » et  « Friedensministerium (1937) ».
Le premier est un message d’alerte concernant deux systèmes en opposition : le nazisme et le communisme ayant à leur tête des dirigeants despotiques à l’ego démesuré que tout oppose. C’est la chronique d’une guerre annoncée. Cet ouvrage attirera l’attention du Ministère des Affaires Étrangères qui questionnera la Gestapo. Le courrier de la Gestapo signée par Reinhard Heydrich lui-même, en date du 15 septembre 1937 indique : « … Trachtenberg était à Berlin depuis 1919. Il est censé être Lituanien, mais il s’agit probablement d’un juif apatride. Lors de sa présentation à Berlin-Charlottenburg en 1933, la brochure "La propagande d'atrocités est une propagande mensongère, disent les Juifs allemands eux-mêmes", a été publiée en 1933, que le ministère des Affaires religieuses pour l'éducation populaire et la propagande a activement soutenue. Cette brochure visait à éviter les atrocités et les boycotts de la propagande mensongère servant à l'étranger. Il y avait aussi la correspondance cinématographique "La Russie d'aujourd'hui" qui fut publiée, mais interdite en décembre 1935 parce qu'il publiait constamment et sans critique des informations soviéto-russes sur les prétendus progrès économiques de l'Union soviétique. Le 5 février 1936, Trachtenberg a quitté Berlin pour des raisons inconnues et est ensuite réapparu à Vienne. Son ouvrage « La guerre entre l'Allemagne et la Russie» y a été publié. Il a envoyé la brochure publicitaire ci-jointe à toutes sortes d'entreprises, en particulier à des entreprises industrielles, dans laquelle il citait un certain nombre de critiques positives de ses écrits, notamment une prétendue déclaration du ministère de la Guerre du Reich et du chef de la direction navale…. ».
Le Chef de la Gestapo met en cause tant le Ministère de la Propagande que le Ministère des Affaires Étrangères qui avaient ardemment soutenu les écrits anti-bolchéviques jusqu’ici, mais également comme d’autres acteurs nazis zélés. L’incertitude « probablement un juif apatride » sera rapidement transformée en certitude. Ce qui lui vaut d’être arrêté 3 fois comme juif par les allemands, et trois fois relâché car opposant aux bolcheviques.
Le deuxième ouvrage « Friedensministerium » (ministère de la Paix) est un plébiscite pour une large action internationale pour éviter la guerre. Cet ouvrage largement diffusé, aurait conduit à des applaudissements d'hommes d'État tels que F.D. Roosevelt, Tomas Masaryk et Paul Van Zeeland. Ce livre fut réédité en 1955 à Zurich par Alice Trachtenberg. Il n’est accessible qu'en consultation aux seules bibliothèques nationales allemande et suisse.
Pendant la période où séjournent les Trachtenberg en Autriche, la situation internationale évolue : Il y a eu aucune ou peu de réaction à la Remilitarisation de la Rhénanie, en mars 1936, ni à la participation de l’Allemagne à la Guerre d'Espagne ou la crise des Sudètes en septembre 1938 ponctuée par les accords de Munich, ou encore le pogrom de la Nuit de Cristal, l’annexion de la Tchécoslovaquie le 15 mars 1939 et enfin jusqu’à la guerre en Pologne le 1er septembre 1939. Puis, après la drôle de guerre, c’est l’effondrement des armées alliées en Belgique et en France entre la 10 mai et le 25 juin 1940.
Mais c’est l’annexion de l’Autriche par les Allemands : l’Anschluss (12 mars 1938)) qui génère une situation bien plus dangereuse pour les juifs en Autriche. C'est pourquoi il est arrêté trois fois par les allemands entre avril 1938 et juin 1940.
Son épouse Alice, obtient son nouveau Fremdenpass  à Vienne le 6 juin 1940, il expire le 5 juin 1941 à moins de renouvellement. Le retour en Allemagne est autorisé durant la validité du présent passeport.
Après la 3ème arrestation par la Gestapo, le 23 avril 1940, la situation dévient extrêmement risquée. Il est fiché sous le numéro 2227. Alice Trachtenberg, encore une fois intervient pour aboutir à sa libération. Il n’est plus possible de rester : au mois de juillet 1940, ils partent pour Zagreb en Yougoslavie qui parait être un lieu adapté pour échapper aux nazis.

### De l'Anschluss à la fin de la guerre: arrestations, prisons, camps de concentration, fuites...
Les époux Trachtenberg partent au mois de juillet 1940 pour le royaume de Yougoslavie et plus précisément Zagreb, capitale de la Banovine de la Save puis, après la fusion avec la Banovine du Littoral, de la Banovine de Croatie. C’est un État neutre par rapport aux belligérants.
Les Trachtenberg, dans cet état neutre ne risquent pas tomber aux mains des nazis.
Deux mois après leur arrivée, en septembre 1940, Jakow Trachtenberg est arrêté de nouveau, cette fois par les Yougoslaves qui le transporte dans un camp en Slovénie. Ce camp, géré par les Yougoslaves, n’est ni Maribor, ni Loibl Pass (ou Ljubelj) (ce dernier dépendait de Mauthausen) qui entreront en fonction respectivement à partir de 1941 et 1943.
Jakow Trachtenberg abandonne le camp rapidement et rentre à Zagreb, où il est arrêté à nouveau mais par les Croates. Cette fois-ci, il est refoulé vers Belgrade en Serbie.
Comme la situation est incertaine, ils cherchent un lieu plus stable. À cette époque Split et la bande côtière dépendent encore du royaume de Yougoslavie neutre. Mais il y a beaucoup d’Italiens et Mussolini a des visées sur la zone. Jakow Trachtenberg part seul pour Split le 7 janvier 1941.
Le 25 mars 1941, la Yougoslavie abandonne sa neutralité et signe le pacte qui lie le royaume de Yougoslavie à l’Allemagne et ses alliés. Du coup, des officiers favorables aux Alliés organisent un coup d’État le 27 mars 1941 et le pacte est dénoncé. Ce qui induit l'envahissement de la Yougoslavie par les forces de l'Axe.

La zone contrôlée par l'Italie était la moins dangereuse...

La région littorale est annexée par l’Italie fasciste après la guerre d’avril 1941. Mais, la vie de Jakow Trachtenberg est alors peu affectée dans la zone d'occupation italienne car les Italiens ont une politique plutôt bienveillante avec les Juifs (c’est une exception en ex-Yougoslavie) : Mussolini et ses généraux refusent en effet, malgré les pressions allemandes, de livrer les Juifs qui s'y trouvent.
Alice Trachtenberg fait le nécessaire pour obtenir un visa du consulat d’Italie à Belgrade nécessaire pour l’entrée dans la province de Spalato (Split) en date du 7 octobre 1941 et rejoindre son mari.
Pendant ce temps, l’État indépendant de Croatie est géré par les Oustachis, la Serbie est sous occupation allemande et la Slovénie est découpée en 3 parties.
Cette situation tiendra en l’état, jusqu’à l’été 1943 où les turbulences de la guerre affectent l’Italie : Mussolini est remplacé par Badoglio (25 juillet 1943). Ce dernier annonce l’armistice le 8 septembre 1943 avec les Alliés. Il en découle l’intervention  des allemands en octobre 1943 dans les zones contrôlées par les Italiens.

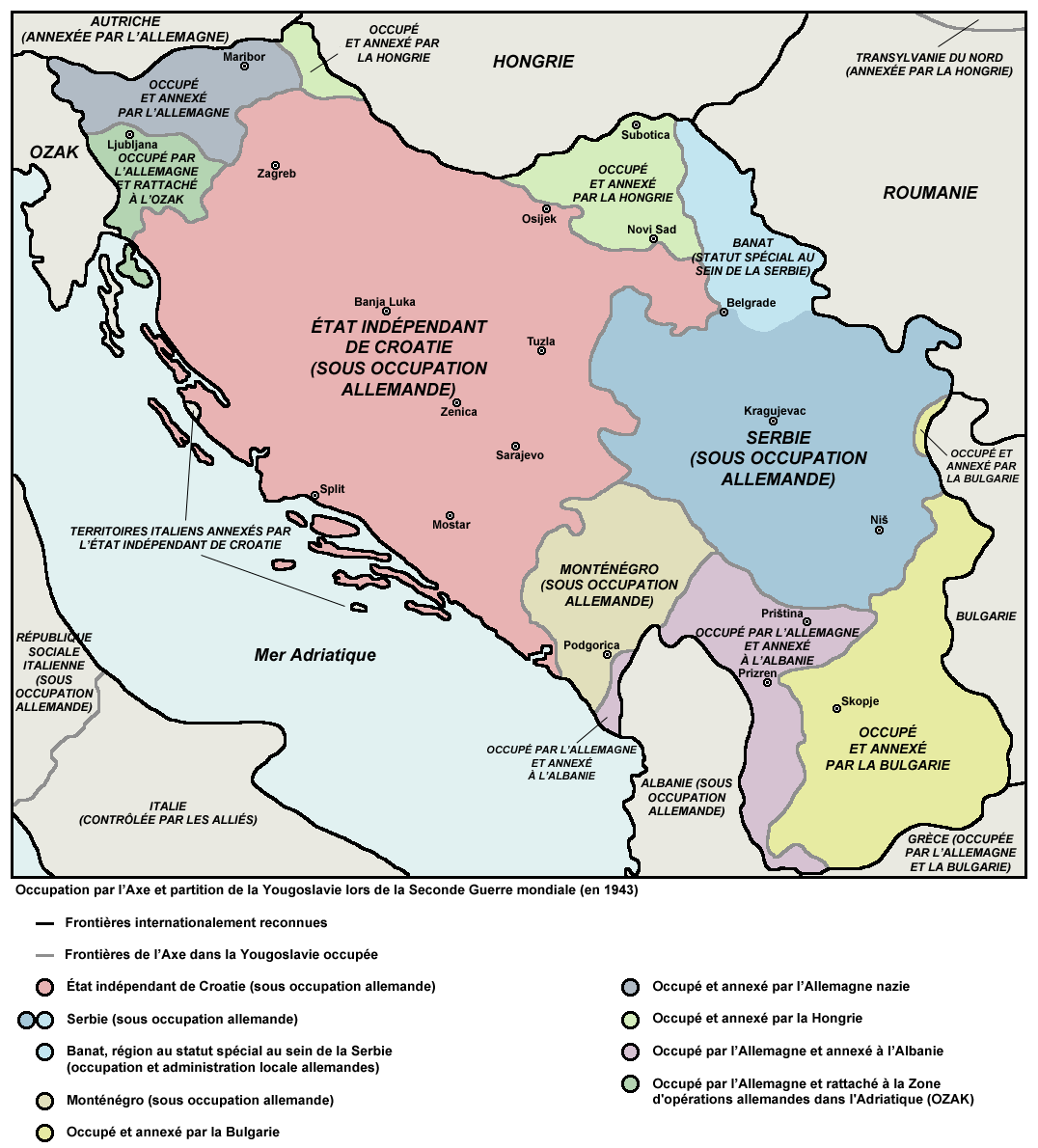
Après la prise de contrôle par les Allemands, toute l'ex-Yougoslavie devient dangereuse...

La zone côtière dont Split passe alors sous le contrôle des Oustachis, suppôts des nazis. Jakow Trachtenberg est de nouveau arrêté mais par les « partisans », après le départ des italiens. Il obtient sa libération grâce au docteur Churin. On ne trouve pas de trace directe de cette personne. (Il y a bien eu un Churin, espion russe, qui a travaillé avec les partisans de Tito en 1944).
Jusqu’ici les juifs des mariages mixtes privilégiés échappent aux camps de concentration, mais la situation évolue…
L'État indépendant de Croatie est, au début de 1944, en pleine déliquescence politique et économique.
Au mois de février 1944, Jakow Trachtenberg est de nouveau arrêté par la Gestapo, sa déportation en Pologne est envisagée, mais son ami Churin intervient de nouveau à Zagreb. Il évite la Pologne mais est envoyé en camp de travail à Leipzig.
Autour de Leipzig, plus de 75 000 personnes venues de toute l’Europe sont contraintes au travail forcé que ce soit pour des  ménages privés en tant qu’aides ménagères, des services municipaux, les transports de Leipzig, des petites entreprises, mais surtout pour les grandes usines d’armement. Les travailleurs forcés sont hébergés dans plus de 600 camps et logements collectifs dans de grands baraquements, mais aussi des hôtels, des usines, des écoles…  En sus, six camps extérieurs du camp de concentration de Buchenwald sont construits à Leipzig et dans ses environs à partir de 1943.
Grâce à son diplôme d’ingénieur et son histoire, Jakow Trachtenberg a un profil idéal pour travailler dans une de ces usines d’armement. Il déclare que faute de travail adapté il est renvoyé à Zagreb le 28 avril 1944. Mais, l’histoire est toute autre. Alice Trachtenberg met toute son énergie pour le ramener dans la zone qu’elle connait bien depuis 4 ans. Fort de son nom Bredow, elle obtient un document, le 18 mars 1944, qui atteste qu’elle est au service de la Wehrmacht . Vu le nombre de généraux von Bredow célèbres dans l'histoire de la Prusse et de l'Allemagne, c’est un passe-partout efficace dans cette période troublée.
Elle fait un voyage éclair en Allemagne depuis Zagreb. Un visa sur son Fremdenpass atteste d’une autorisation pour un voyage unique en Allemagne d’une durée d’un mois délivrée à Zagreb le 5 avril 1944. Cette visite est attestée à Leipzig entre le 20 avril 1944 (son arrivée) et le 1er mai par un timbre humide partiellement lisible où elle est déclarée travailleur croate. Au retour, elle est contrôlée au poste frontière de Brückel par la police des frontières le 29 avril 1944 en route pour Zagreb. De son côté, Jakow Trachtenberg écrira « les Allemands n’avaient pas de travail pour moi et j'ai été renvoyé à Zagreb le 28 avril 1944. J'ai été arrêté ici et envoyé dans un camp de travail. »
À cette date, la plupart des nombreux camps de concentration de l’Etat Indépendant de Croatie sont déjà fermés. Seul trois camps sont en opération, deux en proximité de Belgrade (Banjica et Sajmiste) et un, Jasenovac, situé à 120 kilomètres au sud-est de Zagreb. Compte tenu de la situation en Serbie et de l’avancée des troupes de Tito, (les deux premiers sont fermés en septembre 1944), Jakow Trachtenberg est probablement (`) envoyé à Jasenovac, le plus grand camp de concentration des Balkans et le troisième plus grand camp de concentration d’Europe (dont dépendent Brocicen Krapje, Jasenovac camp 3, Stara Gradiska, Ustica et Mlaka). En effet, Jakow Trachtenberg ne fait pas état d’un changement de camp de concentration, son ami très influent est à Zagreb (et non pas en Serbie) et Alice Trachtenberg ne fait des démarches pour quitter la Croatie qu'au début 1945.
À Jasenovac, les Juifs qui possèdent des qualifications ou une formation dont les Croates ont besoin sont épargnés par les responsables du pire des camps. C’est notamment le cas des médecins, des électriciens, des charpentiers et des tailleurs. Mais, pour une autre raison vénale, ceux qui ont des appuis externes riches réussissent à corrompre les gardiens. L’histoire de Jakow Trachtenberg ressemble à celle de Djuro Svarc, un juif marié à une catholique croate. Cette dernière réussit à soudoyer les responsables du camp et son mari est libéré un an plus tard. L’action d’Alice Trachtenberg produit les mêmes effets, elle parle le Croate, elle a de l’argent, elle a des amis croates influents et elle est opiniâtre. Si bien que Jakow Trachtenberg réussit à s’échapper de ce terrible camp. À cette fin d’année 1944, la situation devient encore plus floue et évolutive. Le couple fait le choix de gagner l’Italie, certes en déliquescence, mais qui sera certainement délivrée par les alliés à court terme plutôt que la Yougoslavie aux mains des communistes.
Alice Trachtenberg obtient un visa pour la zone de Trieste le 16 janvier (valable 1 mois).
Le 30 janvier 1945 ils quittent la zone croate pour l’Italie (questionnaires).
Jakow Trachtenberg atteste : "un ami m’a fait partir pour Trieste où je suis arrivé le 5 février. Le 17 avril je suis arrivé à Milan."

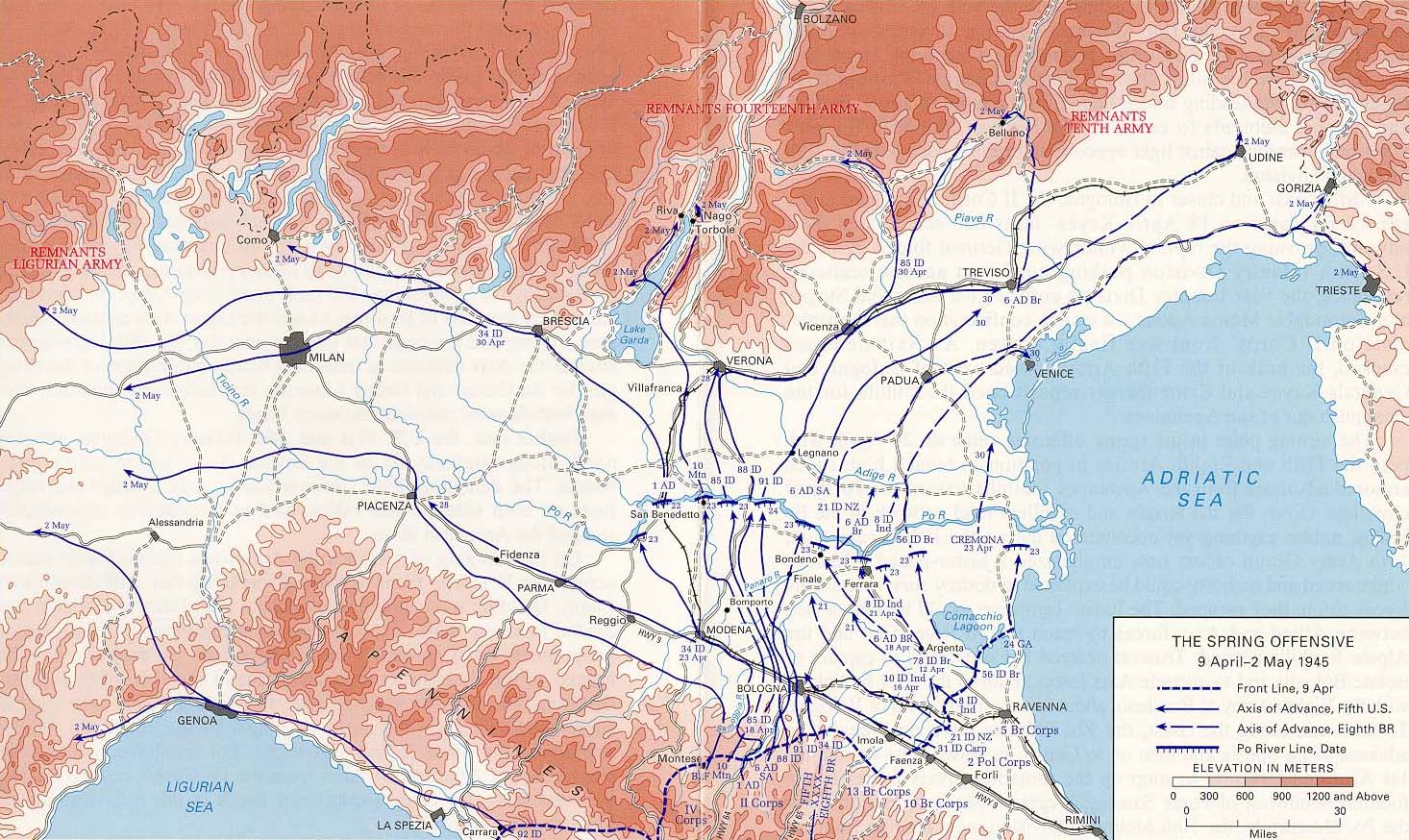
L'offensive alliée du printemps 1945 contre les forces nazies au nord de l'Italie...

Trieste est une ville extrêmement dangereuse pour les juifs. Cependant, au climat d'incertitude et de répression s'ajoutent les bombardements américains et britanniques dont celui du 20 février 1945. Les dégâts et les destructions touchent non seulement dans les installations portuaires, la raffinerie de pétrole et les chantiers navals, mais aussi la ville même.
Le 17 avril à leur arrivée à Milan, la situation est celle d’une fin de règne pour Mussolini et ses derniers fascistes, mais aussi pour les Allemands qui voient la progression des Alliés sur tous les fronts. En Italie, l'offensive de Printemps des Alliés débute le 6 avril 1945, les Alliés font face à une armée allemande exsangue et en pleine déroute sur tous les fronts. La ligne gothique est enfoncée en quelques jours. Malgré les 24 divisions allemandes présentes en Italie, la résistance s’effondre dès le 15 avril 1945. Les Américains foncent vers les grandes villes du Nord. Mussolini fuit Milan dans une colonne en retraite de l'armée allemande, qui se met en route après le 20 avril 1945
Le 21 avril 1945, Alice Trachtenberg obtient une extension de son Fremdenpass jusqu’au 31 décembre 1945 à Milan signée par l’Ambassade d'Allemagne et le bureau de Milan du plénipotentiaire du Reich. Le 23 avril, Jakow Trachtenberg obtient un certificat d’identité délivré à Milan en complément à son passeport Nansen.
Le 25 avril 1945, ils font les derniers 50 kilomètres qui les séparent de la frontière Suisse.
En résumé, pendant cette période juillet 1940 à avril 1945, Jakow Trachtenberg connait une période relativement tranquille jusqu’à fin 1943, puis dès le début 1944 une période dangereuse où, arrêté par la Gestapo, il évite le départ final pour la Pologne, il est envoyé en camp de travail à Leipzig et dès son retour envoyé dans le camp de concentration de Jasenovac, puis à partir du début de 1945, c'est le déplacement  en zone troublée de Zagreb à Trieste, puis Milan avant d’arriver en Suisse.
Il est certain que Jakow Trachtenberg occupe une grande partie de son temps de cette période à développer sa méthode de calcul, arrangeant et réarrangeant des nombres, et trouvant de nouvelles façons de les manipuler. Au cours de ses longues années d'incertitude, ses arrestations, ses séjours en camp de travail à Leipzig ou camp de concentration à Jasenovac, il occupe son esprit en réflexions pour simplifier les calculs mathématiques, concevant des raccourcis pour tout, multiplications, divisions, carrés, racines carrées et échapper à sa difficile situation. La "légende" des années 60 dit : "Manquant de papier, il griffonnait ses théories sur des bouts de papier d'emballage, de vieilles enveloppes, au verso de feuilles de travail allemandes soigneusement conservées. Parce que même ces bouts de papier étaient rares, il travaillait surtout dans sa tête, n'inscrivant que les théories finies."

### Dernières années en Suisse
Ils firent route ensemble pour gagner la Suisse où ils arrivèrent le 25 avril 1945 et s'installèrent à Zurich Gladbachstrasse 59.
Il récupéra ses forces dans un camp pour réfugiés, ses cheveux étaient devenus blancs. Il améliora sa méthode de calcul et se tourna vers l’apprentissage de sa méthode auprès d’enfants, choisissant ceux qui a priori avaient le moins de chance de réussir. Le succès fut immédiat et les enfants furent surpris de leurs capacités nouvelles. Il fit une demande d'asile  (IB SFH-Archiv / 1512) avec son épouse Trachtenberg Alice née le 19 février1895 apatride et anciennement allemande qui fut acceptée le 5 novembre 1947. Dans le dossier, Jakow Trachtenberg se déclarait de religion évangéliste, anciennement russe puis apatride.
En 1950, Trachtenberg fonda l'« Institut für Ausbildung von Rechenphanomenen» (Institut pour l'enseignement des phénomènes informatiques) pour renforcer le développement de sa méthode de calculs, et il publia un livre dédié (Jakow Trachtenberg, Hochstrasse 36, Zürich).
Jakow souffrait déjà d'une angine de poitrine à son arrivée en Suisse en 1945. Il mourut à Zurich, le 26 octobre1951 dans sa maison située au 36 Hochstrasse accompagné par son épouse qui l'avait toujours protégé.

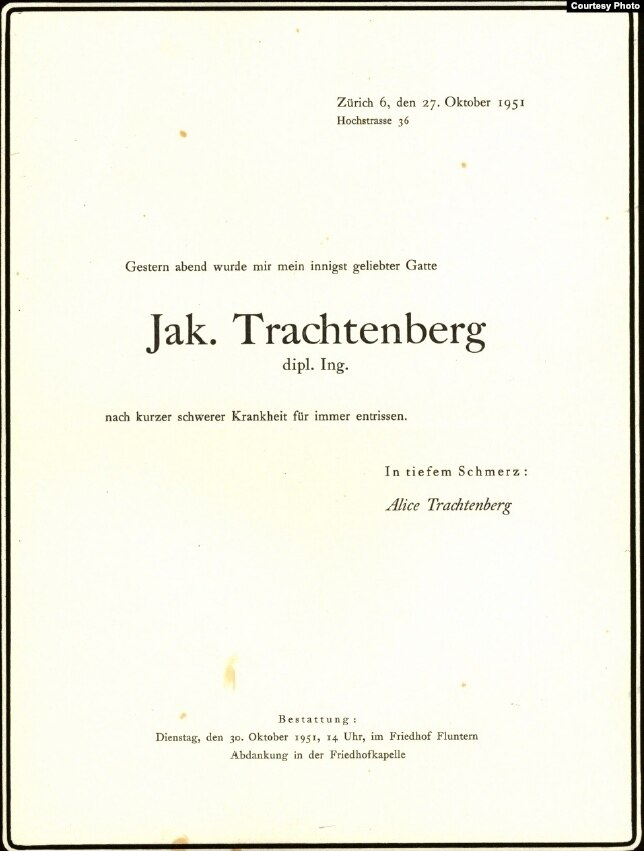
Jakow Trachtenberg, de son vivant, ne connaitra pas le succès international de sa méthode...

### Renommée post-mortem via sa méthode de calcul: la légende de Jakow Trachtenberg
C’est après sa mort que le développement de sa méthode connut un grand succès. Son épouse Alice a été le moteur de la postérité et de la connaissance de l’oeuvre de son mari.
C’est à partir du livre « The Trachtenberg Speed System of Basic Mathematics » traduit et adapté par Ann Cutler et Rudolph McShane en 1960 dans les pays anglo-saxons dans un premier temps que la méthode est devenue connue. La vie de Jakow Trachtenberg y est décrite de façon plus ou moins détaillée.
La connaissance de la méthode s’est développée lentement via le monde de l’éducation comme dans l’hebdomadaire britannique « Teacher's World ». Mais c’est surtout via des magazines comme « Life » du 17 mai 1963, qui confortait la connaissance de la méthode dans les pays anglo-saxons et ensuite l’article du journal « Der Spiegel » du 10 septembre 1963 pour la langue allemande.
Si la méthode de calculs arithmétiques ne prête pas à la moindre discussion, sa biographie est peu étayée par des faits. Elle a été sans cesse reprise dans tous les pays et encore enjolivée. Ce type de biographie plus journalistique qu’historique comporte des approximations et des erreurs manifestes. La difficulté d’accès aux sources (par le nombre de pays concernés, les langues différentes et le déplacement des frontières) comme l’enjolivement journalistique en sont les causes premières.
Ainsi, sa vie à Odessa et Saint Petersbourg est manifestement embellie : nulle trace de sa période d’études, des plus hautes distinctions du célèbre Berginstitut de Saint Petersbourg, ni de son évolution dans l’usine « Obuschoff » sauf en 1918, ni de la société des bons samaritains, ni de sa fuite en 1919 déguisé en paysan. Puis à Berlin, il n’a pas été « le chef des jeunes intellectuels amers et désabusés de l’après-guerre » ni épousé une belle femme de l’aristocratie, encore moins comtesse. Ses premières années à Berlin sont peu documentées, comme sa fuite en Yougoslavie pendant la guerre. L’histoire relatée fait penser à un juif, ennemi personnel d’Hitler et de Heydrich ayant passé 5 ans en camps de concentration et diverses prisons et qui a réussi d’échapper à la Shoah. Sa corpulence et son trousseau à son arrivée en Suisse, en 1945, sont la preuve de la légende écrite a posteriori pour « embellir » les difficultés qu’il a rencontré avec son épouse dévouée.
La puissance de la méthode Trachtenberg a été exprimée dans le film Mary (2017) où une écolière étonne son institutrice en faisant des calculs de plus en plus complexes.